# レモン&シュガー
『レモン&シュガー』（レモンアンドシュガー、英: Lemon & Sugar）は、日本のデザイナーLEMONA DESIGNが作るオリジナルキャラクターである。

## 概要
2014年よりSNSにてイラストや4コマ漫画を発信し始め、インスタグラムではキャラ弁などのファンアートが集まっている。2016年より瀬戸内レモンを使用した飴菓子『恋するレモンキャンディー』（冨士屋製菓）やアクセサリーなどのキャラクター商品の展開を始める。グッズの取扱店舗は2017年5月現在日本全国147店舗となっている。

## キャラクターデザイン
コントラストを意図したネーミング（レモン：すっぱい／シュガー：甘い）と同様に、それぞれのキャラクターも対照的にデザインされている。
- レモンちゃんの特徴
  - レモンのような黄色い髪
  - 横長の輪郭
  - 目は大きく中心から離れている
  - 小さな鼻、大きなリボン
  - 表情豊かで外交的な性格
- シュガーくんの特徴
  - 砂糖のように全身真っ白
  - 縦長の輪郭
  - 目は小さく顔の中心に寄っている
  - 大きな鼻、小さな耳
  - 無表情で内向的な性格

## イベント出展
- 2015年6月：コンテンツ東京 第5回ライセンシング ジャパン
- 2016年7月：コンテンツ東京 第6回ライセンシング ジャパン
- 2017年2月：第83回東京インターナショナル・ギフト・ショー春2017
- 2017年4月：Creative Expo Taiwan 2017
- 2017年6月：Anime Expo 2017

## 掲載誌
- 『キャラぱふぇ 2017年1-2月号』（KADOKAWA、2016年）
- 『キャラぱふぇ 2017年3-4月号』（KADOKAWA、2017年）
- 『キャラぱふぇ 2017年5-6月号』（KADOKAWA、2017年）